# Itu mbon uzo
L'Itu mbon uzo és una llengua que es parla a l'estat de Akwa Ibom, al sud-est de Nigèria. Es parla a les LGAs d'Ikono i d'Itu.
L'itu mbon uzo és una llengua de la subfamília lingüística de les llengües del baix Cross, que formen part de les llengües Benué-Congo. Està íntimament relacionada amb les llengües ibuoro, ito i nkari.
L'etnologue xifra que el 1988 hi ha 5.000 parlants d'ibuoro.
El 95% dels parlants d'itu mbon uzo són seguidors de les religions cristianes: el 5% pertanyen a esglésies evangèliques, el 40% són protestants i el 60% són d'esglésies independents. El 5% restant són seguidors de religions tradicionals africanes.